# Liam Scales
Liam Scales (* 8. August 1998 in Dublin) ist ein irischer Fußballspieler, der bei Celtic Glasgow in der Scottish Premiership unter Vertrag steht.

## Karriere

### Verein
Liam Scales begann seine Fußballkarriere in Arklow, an der Ostküste Irlands etwa 80 km südlich seiner Geburtsstadt Dublin. Bis zum Jahr 2015 spielte er für Arklow Town, bis er nach Dublin ging. Er studierte am University College Dublin die Studienfächer Geographie und Irische Sprache. Ab 2015 spielte er für die Fußballmannschaft der Universität. Im Juli 2016 debütierte er für „UCD“ in der 2. Liga von Irland gegen Cabinteely FC. 2018 gelang der Aufstieg als Meister in die League of Ireland. Nach einer Saison stieg Scales mit „UCD“ direkt wieder ab. Für die Saison 2020 wechselte er zu den Shamrock Rovers,  Rekordmeister als auch Rekordpokalsieger von Irland. Direkt im ersten Jahr gewann er mit den „Rovers“ die Irische Meisterschaft.
Im August 2021 unterschrieb der 23-jährige Scales einen Vierjahresvertrag bei Celtic Glasgow aus der Scottish Premiership. Nach fünf Einsätzen in der Liga und einem Tor, wurde Scales ab Juni 2022 an den FC Aberdeen verliehen.

### Nationalmannschaft
Liam Scales debütierte im Jahr 2016 in der Irischen U-18-Nationalmannschaft gegen Ungarn. Nach einem weiteren Einsatz gegen Schweden in dieser Altersklasse, wartete er bis zum Jahr 2019 auf einen weiteren Einsatz in den Auswahlteams von Irland. Im Juni 2019 debütierte Scales in der U21 gegen Bahrain während des Turniers von Toulon. Scales wurde mit der Mannschaft vierter, nachdem man gegen Brasilien im Halbfinale und gegen Mexiko im Spiel um Platz drei verloren hatte.
Am 13. Oktober 2023 kam Scales im EM-Qualifikationsspiel gegen Griechenland zu seinem ersten A-Länderspiel.

## Erfolge
mit Celtic Glasgow:
- Schottischer Meister: 2022, 2024, 2025
- Schottischer Pokal: 2024
- Schottischer Ligapokal: 2022, 2025